# Poșaga de Sus
Poșaga de Sus – wieś w Rumunii, w okręgu Alba, w gminie Poșaga. W 2011 roku liczyła 179 mieszkańców.